# Бетмен (фільм, 2022)
«Бетмен» (англ. The Batman) — супергеройський фільм 2022 року, знятий режисером Меттом Рівзом за мотивами коміксів DC про Бетмена.
Роберт Паттінсон вперше зіграв роль Брюса Вейна / Бетмена. На разі у планах трилогія фільмів про Бетмена.
Прем’єра «Бетмена» відбулася в Лінкольн-центрі міста Нью-Йорк 1 березня 2022 року, а у світовий прокат стрічка вийшла 4 березня. Подія двічі переносилася з початкової дати випуску в червні 2021 року через пандемію COVID-19. Прем'єра в Україні мала відбутися 3 березня 2022 року, проте через російське вторгнення в Україну вона відбулася 12 травня 2022 року.
Фільм зібрав понад 764 мільйони доларів при бюджеті 185–200 мільйонів доларів, що робить його найкасовішим фільмом 2022 року, він отримав похвалу за гру акторів, музику, операторську роботу, режисуру Рівза, екшн-сцени та історію, хоча деякі критикували його хронометраж.

## Синопсис
Бетмен розслідує детективну справу — деякі люди починають вмирати дивним чином, Бетмен повинен заглибитися в темний світ міста Ґотем, щоб знайти підказки і вирішити таємницю/змову, пов'язану з історією міста та його злочинцями. Під підозрою опиняються одразу декілька лиходіїв.

## Сюжет
На Гелловін мер Ґотема Дон Мітчелл-молодший вбитий людиною, яка називає себе Загадником. Мільярдер-затвірник Брюс Вейн, який протягом двох років таємно діяв як месник Бетмен, розслідує цю справу разом з Департаментом поліції Ґотема. На місці злочину лейтенант Джеймс Ґордон виявляє повідомлення, яке Загадник залишив Бетмену. Невдовзі Загадник вбиває комісара Піта Севіджа і залишає друге повідомлення для Бетмена.
Бетмен і Ґордон виявляють, що Загадник залишив флешку в машині Мітчелла, яка містить зображення, де мер перебуває з жінкою, Аннікою Козлов, в «Айсберґ Лаундж» — нічному клубі, яким керує Пінгвін, ґанґстер Кармайна Фальконе. У той час як Пінгвін каже, що нічого не знає про жінку на фото, Бетмен помічає, що Селіна Кайл, сусідка і близька подруга Анніки, працює в клубі офіціанткою. Коли Анніка зникає, Бетмен відправляє Селіну в «Айсберґ Лаундж», щоб знайти відповіді. Він дізнається, що Севідж працював на Фальконе, як і окружний прокурор Ґіл Колсон.
Загадник викрадає Колсона, прив’язує бомбу до його шиї і посилає того перервати похорони Мітчелла. Коли Бетмен прибуває, Загадник дзвонить йому на телефон Колсона, і погрожує підірвати бомбу, якщо Ґіл не зможе відповісти на три загадки. Бетмен допомагає Колсону дати відповідь на перші дві, але Ґіл відмовляється відповісти на третє запитання — ім’я інформатора, який дав поліції інформацію, що призвела до історичного арешту ґанґстера Сальваторе Мароні — і гине. Бетмен і Ґордон припускають, що інформатором може бути Пінгвін, і вистежують його, коли той укладає наркоугоду. Вони виявляють, що справою Мароні тепер займається Фальконе, за участю багатьох корумпованих офіцерів поліції Ґотема. Селіна випадково розкриває їх, коли прибуває, щоб вкрасти гроші. Також вона виявляє труп Анніки в багажнику машини. Пінгвін тікає на автомобілі, але Бетмен ловить його, і дізнається, що він не є інформатором.
Бетмен і Ґордон йдуть по слідах Загадника до руїн притулку, який фінансувався вбитими батьками Брюса, Томасом і Мартою Вейнами, де вони дізнаються, що Загадник ображається на сім’ю Вейнів. Дворецького і наглядача Брюса, Альфреда Пенніворта, госпіталізують після відкриття поштової бомби, адресованої Вейну. Загадник зливає докази того, що Томас, який балотувався в мери до того, як його вбили, найняв Фальконе, щоб вбити журналіста, який погрожував розкрити шокуючі таємниці про психічні захворювання Марти і її сім’ї. Брюс, який ріс, вірячи, що його батько був порядною людиною, розмовляє з Альфредом. Останній стверджує, що Томас лише попросив Фальконе погрожувати журналісту, щоб той мовчав. Томас планував здати себе і Фальконе поліції, як тільки він дізнався, що журналіста вбили. Альфред вірить, що Фальконе вбив Томаса і Марту, щоб запобігти цьому.
Селіна каже Бетмену, що Фальконе є її батьком. Вона планує вбити його, дізнавшись, що він задушив Анніку, тому що Мітчелл сказав їй, що Фальконе був інформатором. Бетмен і Ґордон прибувають вчасно, щоб зупинити її, але Загадник вбиває Фальконе в той момент, коли останнього арештовують. Загадником виявився судовий бухгалтер Едвард Нештон, якого ув’язнюють в Державній лікарні Аркгема, де він говорить Бетмену, що той його надихав, коли він провчав корумпованих людей. Обшукуючи його квартиру, Бетмен дізнається, що Нештон встановив бомби у декількох вантажівках поблизу міської дамби, а його інтернет-прихильники планують вбити обраного мера Беллу Реаль.
Бомби руйнують дамбу навколо Ґотема і наводнюють місто. Послідовники Нештона намагаються вбити Реаль, але їх зупиняють Бетмен і Селіна. Після цього Нештон подружився з іншим в’язнем, у той час як Селіна вважає, що Ґотем не врятувати і їде геть. Бетмен допомагає врятувати життя постраждалим людям і клянеться вселити надію в Ґотемі.

## У ролях
| Актор            | Роль                                          |
| ---------------- | --------------------------------------------- |
| Роберт Паттінсон | Брюс Вейн / Бетмен                            |
| Зої Кравіц       | Селіна Кайл / Жінка-кішка професійна крадійка |
| Пол Дано         | Едді Нештон / Загадник серійний вбивця        |
| Джеффрі Райт     | Джим Ґордон офіцер поліції Ґотему             |
| Енді Серкіс      | Альфред Пенніворт дворецький маєтку Вейнів    |
| Джон Туртурро    | Кармайн Фальконе ватажок мафії                |
| Колін Фаррелл    | Оз Кобблпот / Пінгвін кримінальний авторитет  |
| Пітер Сарсґаард  | Ґіл Колсон окружний прокурор                  |

| Актор              | Роль                                     |
| ------------------ | ---------------------------------------- |
| Кон О'Ніл          | Маккензі Бок начальник поліції Ґотему    |
| Алекс Фернс        | Піт Савідж комісар поліції Ґотему        |
| Баррі Кіоган       | в'язень Аркхема                          |
| Джеймі Ловсон      | Белла кандидатка на посаду мера у Ґотемі |
| Руперт Пенрі-Джонс | Дон Мітчелл мер Ґотему                   |
| Гіл Перез-Абрахам  | Мартінес офіцер поліції Ґотему           |
| Чарлі Карвер       | охоронець клубу "Iceberg Lounge"         |
| Макс Карвер        | охоронець клубу "Iceberg Lounge"         |

## Український Дубляж
- Студія: Постмодерн
- Режисерка дублювання: Катерина Брайковська
- Перекладач: Олег Колесніков
- Координатор проекту: Юлія Кузьменко

Ролі дублювали:
- Брюс Вейн/Бетмен - Іван Розін
- Жінка Кішка/Селіна - Антоніна Хижняк
- Комісар Ґордон - Володимир Кокотунов
- Загадник - Дмитро Гаврилов
- Кармайн Фальконе - Володимир Терещук
- Освальд Кобблпот/Пінгвін - Роман Чорний
- Ґіл Колсон - Андрій Твердак
- Альфред - Олег Лепенець
- Вільям Кензі - Андрій Мостренко
- Белла Реал - Катерина Качан
- Офіцер Мартінес - Олександр Солодкий
- Анніка - Катерина Брайковська
- Шериф Бок - Валерій Легін
- Томас Вейн, Дон - Олександр Шевчук
- Піт - Максим Кондратюк

А також: Дмитро Вікулов, Юрій Сосков, Роман Молодій, Наталія Поліщук, Олександр Погребняк, Дмитро Терещук, Наталія Романько-Кисельова, Михайло Войчук, Андрій Соболєв, Кирило Татарченко, Роман Солошенко, Сергій Гутько, Володимир Канівець, Вікторія Мотрук, Оксана Гринько.

## Виробництво

### Розробка
У квітні 2016 року Кевін Цуджіхара підтвердив, що Бен Аффлек буде сценаристом, режисером та головним актором фільму. 29 серпня 2016 року Бен Аффлек завантажив тизер, який показав персонажа Дезстроук. Студія Warner Bros. пізніше підтвердила, що кадри не були підробленими. 8 вересня 2016 року Джефф Джонс заявив, що Дезстроук буде лиходієм у фільмі, а Джо Манганьєлло зіграє його роль. В інтерв'ю пресою Аффлек підтвердив, що попередня назва фільму буде «The Batman» (укр. «Бетмен»). Джо Манганьєлло зізнався в інтерв'ю, що фільмування почнуться навесні 2017 року. Але у січні 2017 року Бен Аффлек покинув посаду режисера фільму.
23 лютого 2017 року, було підтверджено, що Метт Рівз займе крісло режисера та одного з продюсерів фільму. У серпні 2018 року Рівз завірив, що він «працює над завершенням свого варіанту сценарію у найближчі декілька тижнів, і все йде за планом», сподіваючись почати виробництво фільму навесні або на початку літа 2019 року. У вересні 2018 року Рівз завершив свій перший начерк сценарію, який був добре прийнятий Warner Bros. і завершив остаточний начерк у січні 2019 року. У травні 2019 року стало відомо, що Метт Рівз розробляв цілу трилогію, яка і знаходить у планах до реалізації разом з цим фільмом. 17 жовтня 2019 року Меттсон Томлін заявив, що допомагав писати сценарій Рівзу. На почату листопада 2019 року пішли чутки, що костюм Бетмена матиме класичний синій та сірий колір, замість чорного та сірого.
Студія Weta Digital створюватиме спецефекти для фільму.

### Каст акторів
Очікується, що в сюжеті будуть брати участь кілька лиходіїв із галереї злочинців Бетмена, включаючи Освальда Кобблпота. У січні 2019 року стало відомо, що Бен Аффлек не повернеться до ролі Бетмена. 16 травня, було оголошено, що Роберт Паттінсон та Ніколас Голт стали фінальними кандидатами на роль молодого Брюса Вейна фільму. 31 травня, Роберт Паттінсон був офіційно затверджений студією Warner Bros. на роль Брюса Вейна у його перших роках геройської діяльності.
У вересні, стало відомо, що Джеффрі Райт розглядається на роль Джеймса Ґордона, а Джона Гілл веде перемовини щодо ролі лиходія у фільмі, як повідомлялось, мова або про Освальда Кобблпота / Пінгвіна, або про Едді Нештона / Загадника. Роль Джеффрі Райта згодом була підтверджена. Проте, 17 жовтня, Джона Гілл заявив, що він більше не веде перемовини щодо ролі у фільмі. Того ж дня було анонсовано, що Пол Дано зіграє Едді Нештона / Загадника. 2 жовтня стало відомо, що Селіна Кайл / Жінка-кішка буде у фільмі, оскільки кастинг акторки на її роль вже почався, розглядались: Зої Кравіц, Лупі Ньонґо, Тесса Томпсон, Ґуґу Мбатга-Ров, Олександра Шиппі, Лоґан Бравнінґ, Зазі Бітц, Ана де Армас, Елла Балінска і Ейза Ґонсалез. 14 жовтня стало відомо, що Зої Кравітц зіграє роль Селіни Кайл / Жінки-кішки у фільмі. 5 листопада з'явились чутки, що Меттью Мак-Конегі готується до ролі Гарві Дента. Того ж дня стало відомо, що Енді Серкіс та Колін Фаррелл проходять проби на роль Альфреда Пенніворта та Освальда Кобблпота / Пінгвіна, відповідно. 11 листопада юна акторка Джеймі Ловсон була додана до акторського складу фільму на нерозголошену роль. Gizmondo повідомляє, що акторка зіграє «юну низову кандидатку, яка балотується на політичну посаду у Ґотемі». 13 листопада Метт Рівз підтвердив каст Енді Серкіса на роль Альфреда Пенніворта. 22 листопада режисер фільму повідомив, що Джон Туртурро зіграє роль боса мафії Ґотема на ім'я Кармайн Фальконе. Наприкінці листопада Денні ДеВіто, який зіграв Пінгвіна у фільмі «Бетмен повертається» (1992), висловив своє ставлення до касту Коліна Фаррелла, з яким він вже раніше знімався разом у фільмі «Дамбо» (2019), на свою минулу роль: «Колін — великий актор… Він мій хороший друг, я знаю його багато років і думаю, що він відмінно впорається з роллю Пінгвіна. Буде дуже цікаво подивитися на нього.» 6 грудня режисер фільму повідомив, що Пітер Сарсґаард зіграє, на той час ще невідому, роль у фільмі.

### Фільмування
За даними The Hollywood Reporter, студія планувала розпочати знімальний процес фільму у листопаді 2019 року.
5 січня 2020 року Джеффрі Райт оголосив у Twitter, що він вирушає на фільмування фільму «Бетмен». Пізніше у мережі з'явились деякі фото зі знімання невідомих вуличних сцен.
Основний знімальний процес фільму почалися 27 січня 2020 року в Лондоні, Англія.

### Музика
18 жовтня 2019 року стало відомо, що композитором фільму виступить Майкл Джаккіно, який раніше вже не раз співпрацював з Рівзом та є його другом.

## Рекламна кампанія
14 лютого 2020 року Рівз опублікував тестовий ролик, з Паттінсоном в образі та костюмі Бетмена. На фоні якого грала тема фільму від його композитора, і за знімання якого відповідав сам оператор фільму. 4 березня 2020 року Рівз опублікував зображення Бетмобіля фільму. Рамос з «Deadline Hollywood» висловив думку, що він „здається сексуальнішим і обтічнішим, ніж минулі Бетмобілі у кіно“, і „вражає серйозною енергію «Джеймса Бонда»-який-зустрічає-«Форсаж» і це, схоже, саме те, що треба для Бетмена Паттінсона.“
22 серпня 2020 року, Рівз опублікував тизер-трейлер під час онлайн-заходу «DC FanDome». Трейлер, за словами «CNET», "підпалив Інтернет" і був відзначений своїм похмурим, суворим тоном. Адам Чітвуд з «Collider» похвалив трейлер за демонстрацію "дійсно освіжаючого підходу", який фільм схоже бере у зображенні світу Бетмена.
У січні 2022 року оприлюднено  новий український трейлер нового фільму франшизи 

## Випуск
Спочатку випуск фільму був запланований Warner Bros. Pictures на червень 2021 року, але був відкладений через пандемію коронавірусу і викликаним цим припинення фільмування на жовтень 2021 року. 
Потім через перенесення іншого фільму Warner Bros., «Дюна», на цю дату, прем'єра «Бетмена» була відкладена на березень 2022 року.
Вихід фільму в прокат у США відбувся 4 березня 2022 року.

## Прокат в Україні
Вихід фільму в український прокат був призначений на 3 березня 2022 року.
Через початок повномасштабного вторгнення Росії дату виходу в Україні перенесли на невизначений час. Прем'єра фільму в Україні (в тих містах, де робота кінотеатрів була безпечна) відбулася 12 травня 2022 року.

## Нагороди та номінації
| Список нагород та номінацій | Список нагород та номінацій | Список нагород та номінацій       | Список нагород та номінацій     | Список нагород та номінацій | Список нагород та номінацій |
| Кінофестиваль/Кінопремія    | Дата                        | Категорія                         | Номінант(и)                     | Результат                   | Дж                          |
| --------------------------- | --------------------------- | --------------------------------- | ------------------------------- | --------------------------- | --------------------------- |
| Золотий трейлер             | 22 липня 2021               | Найкращий монтаж/графіка заставки | Warner Bros.                    | Номінація                   | [ 53 ]                      |
| Золотий трейлер             | 22 липня 2021               | Найкращий монтаж звуку            | Warner Bros.                    | Номінація                   | [ 53 ]                      |
| Золотий трейлер             | 22 липня 2021               | Найкращий тизер                   | Warner Bros.                    | Номінація                   | [ 53 ]                      |
| MTV Movie & TV Awards       | 5 червня 2022               | Найкращий фільм                   | Бетмен                          | Номінація                   | [ 54 ]                      |
| MTV Movie & TV Awards       | 5 червня 2022               | Найкраще виконання                | Роберт Паттінсон                | Номінація                   | [ 54 ]                      |
| MTV Movie & TV Awards       | 5 червня 2022               | Найкращий кінолиходій             | Колін Фаррелл                   | Номінація                   | [ 54 ]                      |
| MTV Movie & TV Awards       | 5 червня 2022               | Найкращий поцілунок               | Роберт Паттінсон та Зої Кравітц | Номінація                   | [ 54 ]                      |